# HD249039
HD249039 — хімічно пекулярна зоря спектрального класу
A1 й має видиму зоряну величину в смузі V приблизно 10,6.